# Jan Slavíček (politik)
Jan Slavíček (11. února 1875 Kochánov - 19. července 1959 Praha) byl československý politik a meziválečný poslanec Národního shromáždění za Československou stranu národně socialistickou, později za Československou živnostensko-obchodnickou stranu středostavovskou.

## Biografie
Politicky aktivní byl již za Rakouska-Uherska. Ve volbách do Říšské rady roku 1911 se stal poslancem Říšské rady (celostátní parlament), kam byl zvolen za okrsek Čechy 32. Usedl do poslanecké frakce Český národně sociální klub. Ve vídeňském parlamentu setrval do zániku monarchie.
K roku 1920 je uváděn jako starosta Zemské jednoty živnostenských společenstev, bytem v Praze. K roku 1935 jako mistr obuvnický, bydlel v Praze.
V letech 1918-1920 zasedal v československém Revolučním národním shromáždění. V parlamentních volbách v roce 1920 získal poslanecké křeslo v Národním shromáždění. Mandát v parlamentních volbách v roce 1925 obhájil a do parlamentu se dostal i po parlamentních volbách v roce 1929. Po celá 20. léta a první polovinu 30. let 20. století patřil mezi národní socialisty. Roku 1930 zasedal v programové komisi strany a patřil k vlivným členům této politické formace. V březnu 1935 rezignoval těsně před volbami na svůj mandát a jako náhradník za něj nastoupil Jaroslav Motyčka. V následných parlamentních volbách v roce 1935 byl již zvolen za živnostníky. Poslanecký post si oficiálně podržel do zániku parlamentu (a Československa) v březnu 1939, přičemž krátce předtím ještě v prosinci 1938 přestoupil do nově vzniklé Strany národní jednoty.